# Lawrence Wright (giornalista)
Lawrence Wright (Oklahoma City, 2 agosto 1947) è un giornalista, saggista e sceneggiatore statunitense, meglio conosciuto per essere anche autore di libri di nonfiction quali Le altissime torri: come Al-Qaeda giunse all'11 settembre, incentrato sugli attacchi terroristici dell'11 settembre, per il quale ha vinto anche un premio Pulitzer, L'anno della peste. L'America, il mondo e la tragedia Covid, considerato il racconto decisivo sulla pandemia di COVID-19, e La prigione della fede: Scientology a Hollywood, incentrato sugli aspetti più controversi di Scientology.

## Biografia
Nato ad Oklahoma City nel 1947, si trasferì a Dallas, dove frequentò il liceo. Laureatosi all'Università Tulane, ha insegnato inglese all'Università Americana del Cairo, dove ha anche conseguito un master in linguistica applicata nel 1969. Nel 1980 iniziò a lavorare per il Texas Monthly e contribuì anche alla rivista Rolling Stone. Nel 1992 lavorò poi per The New Yorker. Autore di tredici libri in tutto, tra i suoi primi lavori il più noto fu Le altissime torri: come Al-Qaeda giunse all'11 settembre, pubblicato nel 2006 e dove vengono esaminate le origini di Al Qaida, gli antefatti di tutti gli attentati terroristici compiuti fino a quel momento e delle indagini a loro carico, oltre agli eventi che hanno portato all'attentati dell'11 settembre. Il libro ebbe un clamoroso successo e vinse anche il premio Pulitzer per la saggistica nel 2007.
Nel 2013 fu la volta di La prigione della fede: Scientology a Hollywood, un saggio contenente numerose interviste ad ex membri di Scientology che hanno raccontato la loro esperienza all'interno dell'organizzazione. Il saggio venne criticato dalla stessa organizzazione, la quale, secondo quanto dichiarato da Wright stesso in un'intervista per The New York Times, fece spedire innumerevoli lettere che minacciavano azioni legali. Da questo libro venne anche tratto nel 2015 un documentario con lo stesso titolo diretto da Alex Gibney e prodotto dallo stesso Wright, il quale prese parte anche come uno degli intervistati. Il film si è rivelato anch'esso un successo e ha vinto anche un Primetime Emmy Award.
Wright, che lavorò anche come sceneggiatore per i film Attacco al potere e Noriega, prediletto da Dio o mostro, vive attualmente ad Austin, in Texas. In seguito alla pubblicazione nel 2019 di Dio salvi il Texas. Viaggio nel futuro dell'America, libro che considera il più personale, nel 2021 Wright ha raccontato la diffusione della COVID-19 e la risposta degli Stati Uniti e del mondo alla pandemia causata dal SARS-CoV-2 nel libro L'anno della peste. L'America, il mondo e la tragedia Covid, che contiene anche approfondimenti sulle possibili origini del virus e sulla scoperta del vaccino anti COVID-19.

## Libri
- City Children, Country Summer: A Story of Ghetto Children Among the Amish, Scribner, 1979, ISBN 978-0-684-16144-0.
- In the New World: Growing up with America, 1964-1984. Alfred A. Knopf, 1988, ISBN 978-0-394-75964-7.
- Saints and Sinners, Alfred A. Knopf, 1993, ISBN 978-0-679-76163-1.
- Remembering Satan: A Tragic Case of Recovered Memory, Vintage Books, 1994, ISBN 978-0-679-75582-1. Edizione italiana: Inferno americano: Storia di una famiglia, traduzione di Paola Peduzzi, Collana Ossessione, NR edizioni, 2024, ISBN 978-88-31-91218-1.
- Twins: And What They Tell Us About Who We Are, John Wiley & Sons, 1997, ISBN 978-0-471-29644-7.
- God's Favorite: A Novel, Simon and Schuster, 2000, ISBN 978-0-684-86810-3.
- Le altissime torri: come Al-Qaeda giunse all'11 settembre, Adelphi, 2007, ISBN 9788845921940.
- La prigione della fede: Scientology a Hollywood, Adelphi, 2013, ISBN 9788845930270.
- Thirteen Days in September: Carter, Begin and Sadat at Camp David Alfred A. Knopf, 2014, ISBN 978-0-385-35203-1.
- Gli anni del terrore. Da Al-Qaeda allo Stato Islamico, Adelphi, 2017, ISBN 9788845931802.
- Dio salvi il Texas. Viaggio nel futuro dell'America, traduzione di Paola Peduzzi, NR edizioni, 2019, ISBN 978-8831912020.
- Pandemia, Piemme, 2020, ISBN 9788856677515.
- L'anno della peste. L'America, il mondo e la tragedia Covid, traduzione di Paola Peduzzi, NR edizioni, 2021 ISBN 978-8831912082.
- Mr. Texas, Alfred A. Knopf, 2023, ISBN 978-0593537374.
- The Human Scale, Alfred A. Knopf, 2025, ISBN 978-0593537831.

## Filmografia
- Attacco al potere (The Siege), regia di Edward Zwick (1998)
- Noriega, prediletto da Dio o mostro (Noriega: God's Favorite), regia di Roger Spottiswoode (2000)
- Going Clear - Scientology e la prigione della fede (Going Clear: Scientology and the Prison of Belief), regia di Alex Gibney (2015) - documentario